# Dilophus patagonicus
Dilophus patagonicus är en tvåvingeart som beskrevs av Edwards 1930. Dilophus patagonicus ingår i släktet Dilophus och familjen hårmyggor. Inga underarter finns listade i Catalogue of Life.